# Ambengan
Ambengan is een bestuurslaag in het regentschap Buleleng van de provincie Bali, Indonesië. Ambengan telt 3777 inwoners (volkstelling 2010).